# Museo de Alfarería (Agost)
El museo de Alfarería de Agost (Alicante, España) nació en 1981 por iniciativa privada de la etnóloga alemana Ilse Schütz que durante diecinueve años fue su propietaria y directora, hasta que, en marzo de 2000, el Ayuntamiento de Agost se hizo cargo de los costes de personal y mantenimiento del Museo.

## Historia de una pasión
En 1979, Ilse Schütz, por aquel tiempo profesora de matemáticas en Hamburgo (Alemania), visitó Agost durante unas vacaciones en Alicante. Fue durante esa visita cuando conoció la antigua fábrica Torregrosa, en la que Facundo Senpau había instalado su galería de figuras de cerámica. Dos años después, definitivamente cautivada por el edificio y el proyecto de crear en él un centro de alfarería, Ilse Schütz pagó a Senpau las mejoras hechas en el edificio y se lo quedó en régimen de alquiler. Tras visitar los 23 alfares activos en aquel entonces y reunir objetos de la alfarería de Agost por todos los lados, en el campo, en los escombros, en los rincones de las casas y de las fábricas, abrió el Museo.
En 1982, como directora de la instalación fue invitada a participar en la Feria Iberoamericana de Artesanía en la Casa de Campo en Madrid. Un año después Televisión Española usaría imágenes del Museo (pero sin citar referencias) y el Museo aparece en una guía alemana de viajes. Se inicia el proceso de colaboraciones en el campo institucional con la Consellería de Industria, Comercio y Turismo y las Cámaras de Comercio de la Comunidad Valenciana, que culminan en 1984, cuando el Museo recibe 300.000 pesetas de subvención de la Diputación Provincial de Alicante; ello permitió que en 1985 se comprara el edificio de la alfarería Navà para realizar un centro de investigación y creación cerámica y alfarera, que más tarde se convertirá en el Centro Agost.
Ya con dicho centro en marcha, se funda en 1989 la Asociación de Ceramología con sede en la antigua alfarería Mollá, y se organizan en 1991 las primeras exposiciones temporales en el Museo. La proyección internacional del fruto de la pasión de la doctora Schütz llegó en 1993, cuando el centro-museo fue sede del IV Simposio Internacional de Investigación Cerámica y Alfarera, con participantes de España, Portugal, Francia, Alemania y Austria.

## Centro cultural de iniciativas
A lo largo de su existencia, el Centro Agost / Museo de Alfarería ha puesto en marcha una serie de actividades extraordinarias, entre las que merecen ser citadas: Exposición y presentación del libro La Mujer en la Alfarería Española, con material cedido por la Colección Alvado; el taller de "Cerámica de gran tamaño", impartido por Arcadio Blasco; y "Belenes y otros personajes", exposición y taller con el belenista murciano Antonio Nicolás.

## Tradición alfarera

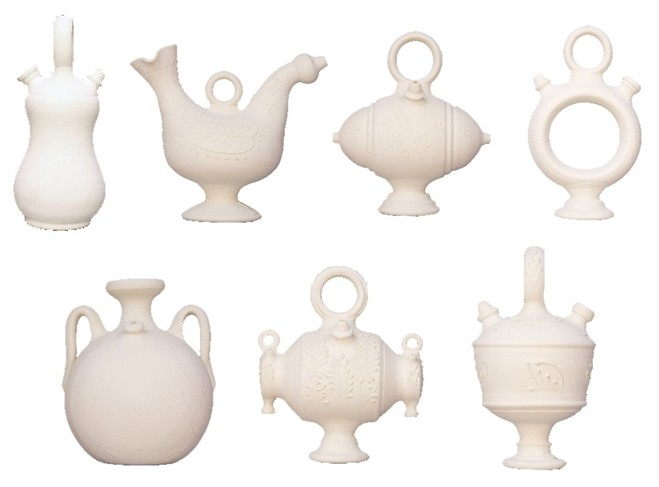
Nombres de los botijos, empezando arriba a la izquierda: de pera, pato, mamella, rollo, carretero, tres pitos y de tambor.

Un acueducto de origen árabe, la ermita dedicada a las santas Justa y Rufina, patronas de los alfareros, así como el yacimiento de arcilla denominado "terrers dels pobres" y las balsas donde se prepara el barro, son testigos históricos de la tradición de la alfarería de Agost.
El edificio donde está ubicado el Museo de Alfarería, antigua fábrica en un barrio industrial de finales del siglo XIX y principios del XX, es un buen exponente de la riqueza alfarera tradicional de esta población. Se conservan en él, además de las dependencias, el secadero, el taller, almacenes, balsas y hornos. Destaca la gran cubierta unitaria de teja plana como uno de los pocos ejemplos conservados de la primitiva industria local.
Una de las piezas de alfarería de agua más típicas de Agost es el botijo ("càntir"), hecho de barro blanco con sal, torneado a mano y cocido en horno moruno. Seis de las doce alfarerías, existentes en 2001, lo fabricaban con las arcillas locales. El Museo, que cuenta además con una biblioteca especializada, reúne en sus instalaciones una interesante colección de objetos de valor iconográfico.